# Camarillas
Camarillas es una localidad y municipio de la comarca Comunidad de Teruel en la provincia de Teruel, en la Comunidad Autónoma de Aragón, España. Tiene un área de 50,55 km² con una población de 86 habitantes (INE 2018) y una densidad de 1,86 hab/km².
Situado en el Sistema Ibérico, a una altitud de 1314 m. El punto más alto es la Muela a 1454 m, junto al río Pinilla (también llamado Camerón), afluente del río Alfambra (justo en su unión forma unas "marmitas de gigante" denominadas las Calderetas).
Durante la Edad Media y todo el Antiguo régimen, hasta la división provincial de 1833, fue tierra de realengo, quedando encuadrada dentro de la comunidad de aldeas de Teruel en la sesma del Campo de Monteagudo
Sus fiestas son el primer fin de semana de agosto (San Roque) y San Antón, con su tradicional "Trance" (subasta de donativos).

## Toponimia
«Camarillas, al carecer del artículo castellano, puede ser descendiente mozárabe directo del latín CAMARELLAS, diminutivo plural del latín CAMERA “techo abovedado”, forma y significado que evolucionó hasta CAMARA “bóveda, sala, cámara”. Se trataría sin duda de sendos predios rústicos dotados de “cámaras” características».
(I) "... In vniuersam Hispaniã M. Varro peruenisse Iberos & Persas, & Phœnicas, Celtasque, Pœnos tradit... 
[... M. Varro refiere que a toda España llegaron iberos, persas, fenicios, celtas y púnicos...]".
Del erudito D. Pascual Madoz y su famoso y recurrido Diccionario, tocante a la descripción de Camarillas —provincia de Teruel—, expone dentro de un interesante artículo (abreviado en la explicación que sigue, el tema histórico del siglo XIX es digno de atención para interesados):
“... COMERCIO: consiste en un pequeño tráfico de frutos provinciales, y más particularmente en el de mulas, mulos y yeguas...”.
El idioma persa ofrece el siguiente término: “... Weak in the loins (a horse) [caballo débil en los lomos],... *kamaríy.
Queda próximo a este lugar Ababuj, lugar muy complicado etimológicamente, el propio persa da Water [agua], … *áb; *má ... En la traducción del inglés Smell [olor] da *bú, *búy. Ababuj: ¿olor a humedales?; dicen que el agua es incolora, inodora e insípida, quizá haya que profundizar en otras referencias internas o externas. (II)
De (I) a (II), datos del ensayo Vástagos de Hércules I (pendiente de edición).

## Demografía
Camarillas cuenta con una población de 120 habitantes (INE 2024).
| Gráfica de evolución demográfica de Camarillas entre 1842 y 2021                                                    |
| |
| Población de derecho según los censos de población del INE Población de hecho según los censos de población del INE |

## Administración y política
| Período   | Alcalde             | Partido |  |
| --------- | ------------------- | ------- |  |
| 1979-1983 | Ángel Garcés Sesé   | UCD     |  |
| 1983-1987 |                     |         |  |
| 1987-1991 |                     |         |  |
| 1991-1995 |                     |         |  |
| 1995-1999 |                     |         |  |
| 1999-2003 |                     |         |  |
| 2003-2007 |                     |         |  |
| 2007-2011 |                     |         |  |
| 2011-2015 | Diego Sangüesa Josa | PP      |  |
| 2015-2019 | Rosa Cirugeda Buj   | PP      |  |
| 2019-     | Rosa Cirugeda Buj   | PP      |  |

| Partido político    | Partido político                                   | 2003   | 2007   | 2011   | 2015   | 2019   |
| Partido político    | Partido político                                   | Ediles | Ediles | Ediles | Ediles | Ediles |
|                     | Partido Popular de Aragón (PP)                     | 4      | 3      | 3      | 3      | 2      |
|                     | Partido Aragonés (PAR)                             | 1      | 1      | 1      | 2      | 1      |
|                     | Partido de los Socialistas de Aragón (PSOE-Aragón) | —      | 1      | 1      | —      | —      |
|                     | Chunta Aragonesista (CHA)                          | —      | —      | —      | —      | —      |
| Total de concejales | Total de concejales                                | 5      | 5      | 5      | 5      | 3      |

## Lugares de interés

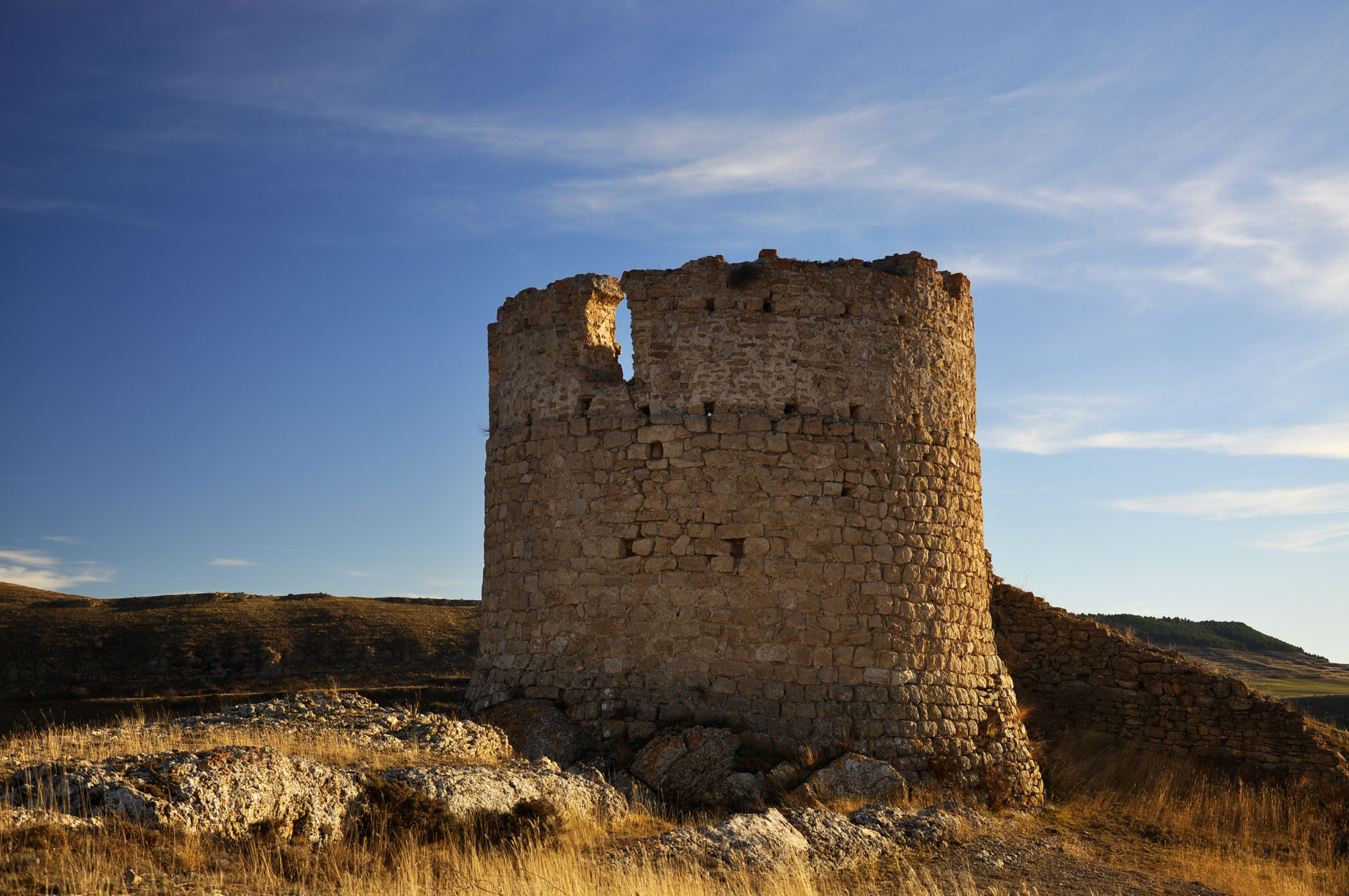
Castillo

Destaca su arquitectura civil (Casa Miedes y Casa Barberanes, el Granero del Obispo, su acueducto medieval, el castillo y su "nevero") y religiosa (San Cristóbal, San Roque y la Virgen del Campo, así como la iglesia de la Virgen del Castillo, que ha perdido su bóveda y techumbre).
Domina la población el Castillo. Se trata de un recinto circular construido durante la Guerra de los Dos Pedros. En la base de la torre se conserva la primitiva iglesia, de mediados del siglo XVI.

### Edificios religiosos
[La Iglesia] te echa fuera de la carretera.
José Antonio Labordeta Subías, Obracolor

La Iglesia de la Virgen del Castillo es una obra barroca del siglo XVIII. Durante la década de los 1980 se derrumbó parcialmente, a fecha de hoy (1 de junio de 2019) su estado ha empeorado de forma patente, todo el techo está hundido y las paredes laterales se vencen hacia los lados, representando un peligro para todos los habitantes de esa localidad.
La Ermita de San Roque se encuentra a un lado del municipio. Se trata de una pequeña edificación del siglo XVII.

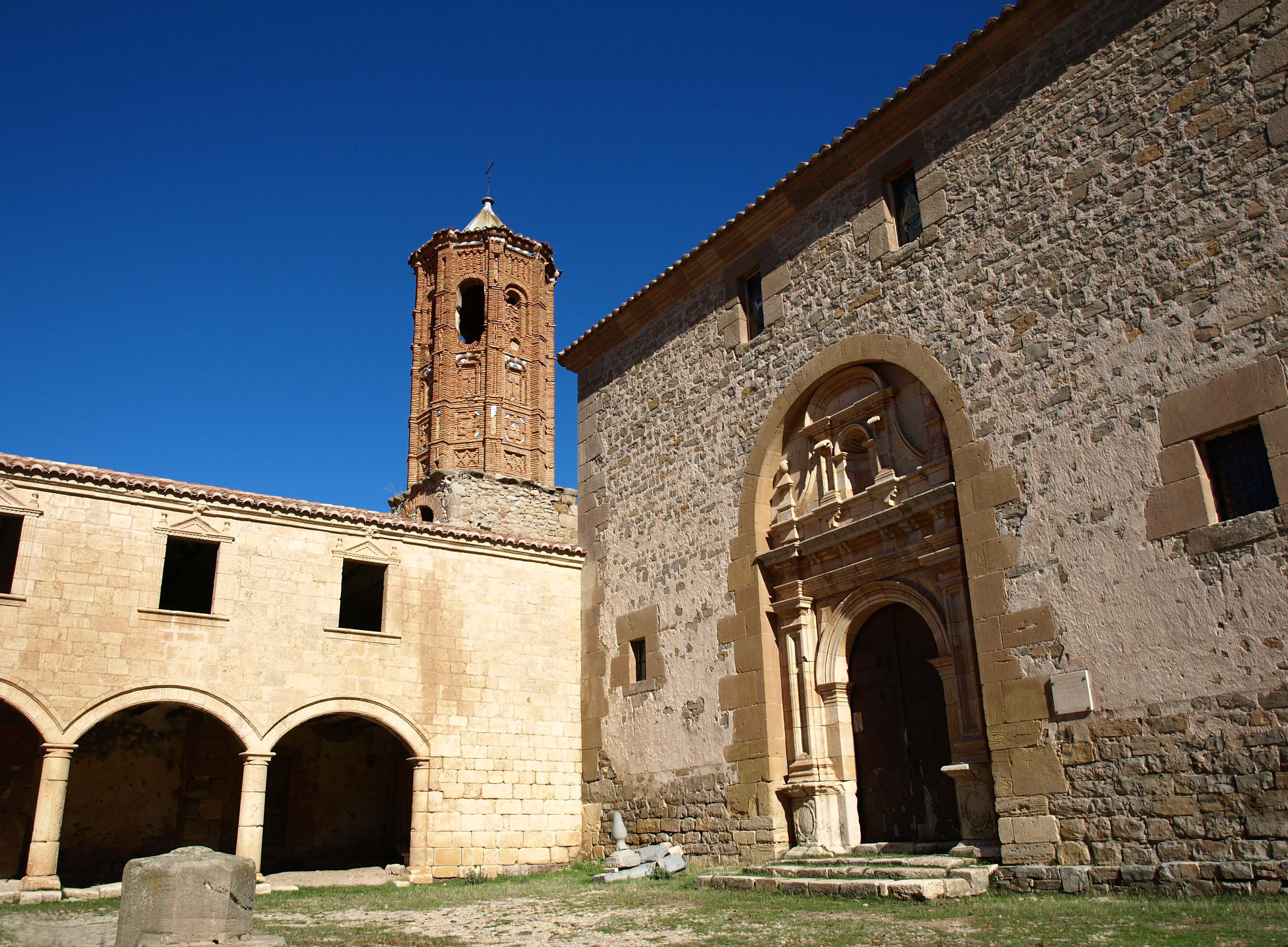
Santuario de la Virgen del Campo

La Ermita de la Virgen del Campo es un complejo formado por 2 edificios. Uno de ellos pertenece al estilo gótico. El otro al barroco. Destaca la torre mudéjar. El conjunto es una síntesis del arte de Teruel que al igual que sucede con la Iglesia de la Virgen del Castillo, que está en el pueblo, se encuentra en un estado mejorable, si bien es de destacar las labores de limpieza y mejora que todos los veranos llevan a cabo los hijos del pueblo.

## Fósiles hallados en Camarillas
Camarillasaurus - Dinosaurio